# Eucopia major
Eucopia major är en kräftdjursart som beskrevs av Hansen 1910. Eucopia major ingår i släktet Eucopia och familjen Eucopiidae. Inga underarter finns listade i Catalogue of Life.